# ميخائيل فابر (لاعب كرة قدم)
ميخائيل فابر (بالألمانية: Michael Faber)‏ (18 مارس 1939 - 23 ديسمبر 1993) هو لاعب كرة قدم ألماني (وحمل سابقاً جنسية ألمانيا الشرقية) في مركز الظهير. شارك مع منتخب ألمانيا الشرقية لكرة القدم. أما مع النوادي، فقد لعب مع لوكوموتيف لايبزيغ.

## وصلات خارجية
- مايكل فابر على موقع قاعدة بيانات كرة القدم.إي يو (الإنجليزية)
- مايكل فابر على موقع بيانات كرة القدم. دي إي (الألمانية)
- مايكل فابر على موقع ناشيونال فوتبول تيمز (الإنجليزية)
- مايكل فابر على موقع عالم كرة القدم.نت (الإنجليزية)